# Thlaspi minimum
Thlaspi minimum là một loài thực vật có hoa trong họ Cải. Loài này được Ard. miêu tả khoa học đầu tiên năm 1764.